# Spiazzo
Spiazzo ist eine italienische Gemeinde (comune) mit 1259 Einwohnern (Stand 31. Dezember 2023) in der Provinz Trient, Region Trentino-Südtirol.

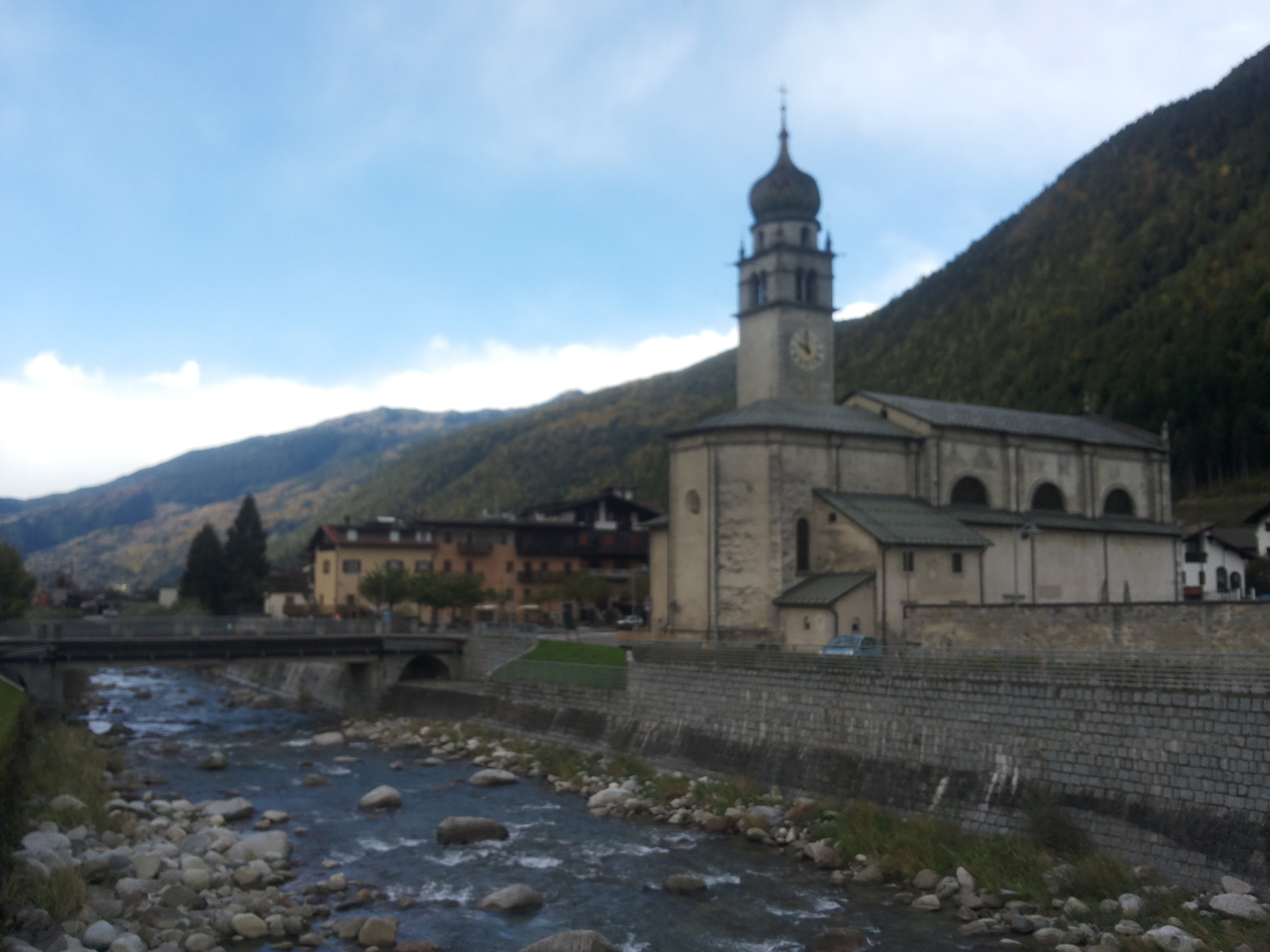
Sarca und Pfarrkirche San Vigilio

## Geographie
Die Gemeinde liegt etwa 30 Kilometer westnordwestlich von Trient am Fluss Sarca im Val Redena in den Inneren Judikarien. Sie gehört der Talgemeinschaft Comunità delle Giudicarie an. Im Westen grenzt das in der Adamellogruppe liegende Gemeindegebiet an die Provinz Brescia in der Lombardei.

## Geschichte
Der Legende nach soll in Spiazzo Vigilius von Trient um 405 den Märtyrertod gefunden haben. Die nach ihm geweihte Pfarrkirche von Spiazzo wurde an der Stelle des angeblichen Martyriums errichtet.

## Verkehr
Durch die Gemeinde führt die Strada Statale 239 di Campiglio von Dimaro nach Tione di Trento.